# Malthinus nakanishii
Malthinus nakanishii es una especie de coleóptero de la familia Cantharidae.

## Distribución geográfica
Habita en las islas Daito.